# Maneava, Bohorodceanî
Maneava (în ucraineană Манява) este o comună în raionul Bohorodceanî, regiunea Ivano-Frankivsk, Ucraina, formată numai din satul de reședință.

## Demografie
Componența lingvistică a comunei Maneava
     Ucraineană (99,49%)
     Alte limbi (0,42%)
Conform recensământului din 2001, majoritatea populației comunei Maneava era vorbitoare de ucraineană (99,49%), existând în minoritate și vorbitori de alte limbi.